# 程斌
程斌（1912年—1951年5月12日），原东北抗日联军第一军一师第三任师长，1938年率部叛变帮助日军讨伐杨靖宇领导的东北抗日联军，1945年日本投降后投靠国民党，1949年2月进入人民解放军华北军区后勤部军械处工作，1951年在北京被警察逮捕，同年在承德市被处决。

## 早年
1912年，程斌出生于民國吉林省伊通县，祖籍山西祁县，1929年毕业于长春自强中学:767。1930年，他开始在长春大恒钟表店做学徒，九一八事变后回伊通。1932年春，程斌加入伊通学生反日救国会，同年5月在伊通三道沟加入共青团:988。同年8月，他加入磐石工农反日义勇军。同年11月义勇军改编成南满游击队后，他任第二大队第四小队队长，不久加入中国共产党。1933年9月东北人民革命军第一军独立师成立后，程斌被任命为政治部保安连政治委员。1934年11月东北人民革命军第一军成立后，他被任命为一军二师政治部主任。1935年，一师师长李红光、韩浩相继牺牲。程斌于同年9月13日接任一师师长之职:1620。

## 叛变
1935年开始，“归屯并户”在东北全境的实施使抗联遭到经济和政治的封锁。1936年7月，日军成立“长岛工作班”通过封官许愿和强迫抗联家属召回亲人的手段诱降了四五百名由义勇军改编的抗联一军战士。1938年，日军发起针对抗联一军的武装讨伐。由于叛徒的出卖，同年夏，“长岛工作班”将程斌的母亲和哥哥逮捕，四处张贴传单要挟程斌投降。程斌看到传单后，积极与日军联系，并枪杀了企图阻止他投降的六团政委茨苏，打伤了保安连政委李向前（金钟汉）。同年6月29日傍晚，他率一师师部和保安连61人在本溪县第四区八楞树村向长岛工作班投降，此后又胁迫一师累计115人投降。:989
程斌投降后，日军在报纸上报道他投降的消息，并刊登他的照片，大肆进行反共宣传。一师后方队长邓义，副官常伯英随后相继投降。与一师结盟的义勇军几乎一哄而散或投降。日军将程斌的部队改编为通化警务厅富森警察大队（亦称程斌讨伐大队），程斌任副大队长，后任大队长。经过3个月的整训后，程斌从1938年10月开始率警察大队对辑安、临江等地杨靖宇的抗联部队进行破坏性的讨伐。1940年2月23日，杨靖宇牺牲后。日军在程斌辨认确定后割下了杨的头颅。随后，程斌率全体讨伐大队参加了日军在濛江县举行的“讨伐杨靖宇胜利庆功大会”。:1622-1623
1940年4月，程斌被调往牡丹江继续讨伐抗联队伍。1941年8月，程斌被调往热河省安匠屯协助日军扫荡，1942年升任热河省警察大队警政大队长。1944年9月，他率警察大队参加了“一心警察讨伐大队”对八路军冀热边区的讨伐。:1623

## 日本投降后
1945年8月日本无条件投降后，程斌于同年9月率部投靠国民党，被改编为东北行辕直属第三纵队，驻守遵化县城，任副总司令。在遵化期间，他率部修工事与八路军顽抗了4个月，打死打伤八路军一个营。遵化解放后，他率部逃往唐山，被陈明仁改编为第六师，任副师长。1946年6月国共停战后，他率部继续进犯法库县城，被提升为少将副师长。1948年2月，程斌被调任第五十三军上校高级参谋。:1623
1948年11月沈阳解放后，他携家人逃往北平匿居。北平解放后，他于1949年2月混入人民解放军华北军区后勤部军械处工作。1951年4月28日，程斌在东单牌楼胡同住处被逮捕，后被押至热河省，5月12日被热河省人民法院判处死刑后在承德市被处决。:1623